# Infierno (DC Comics)
El Infierno (también llamado Gehenna, Hel, Jahannam, Sheol y Hell) es un lugar ficticio, un inframundo infernal utilizado en los títulos publicados por DC Comics. Este es la antítesis de ubicación de la Silver City. Su definición y ubicación conocida se basa en gran medida en su representación en la mitología abrahámica. Aparte de una breve aparición en DC Special Series #8 (diciembre de 1977) que nunca fue mencionada o mencionada nuevamente, el concepto de infierno de DC Comics fue mencionado por primera vez en The Saga of the Swamp Thing Vol.2 #25-27 (junio-agosto de 1984), descrito por Alan Moore y se vio por primera vez en Swamp Thing Annual #2 (1985), ambos escritos por Moore y representados por Stephen R. Bissette y John Totleben.
Su localización es ambigua puesto que en ocasiones se dice están situados debajo de la tierra y en otras se cataloga como una dimensión diferente apartada de la tierra. De igual modo está definido de distintas formas siendo a veces un lugar donde descansan (o se atormentan) las almas o el hogar de demonios como Trigon, Etrigan y Neron. La jerarquía del infierno, específicamente el triunvirato de Lucifer, Azazel y Beelzebub, se representó por primera vez en The Sandman Vol.2 #4 (abril de 1989) y fue creada por Neil Gaiman y Sam Kieth; en la historia, Lucifer se había visto obligado a aceptar la regla debido a la interrupción causada por el ataque de la Gran Bestia Malvada contra la Creación en la historia de 14 partes del "American Gothic" en Swamp Thing Vol.2 #37-50 (junio de 1985 julio de 1986). Hellblazer agregaría al Primero de los Caídos, que precedió a Lucifer y su rebelión fallida en el Cielo. En Who's Who: The Definitive Directory of the DC Universe #11 (julio de 1991), la entrada en "Hell's Hierarchy" incluyó todos los elementos de la versión de Gaiman, además del archienemigo de John Constantine Nergal, Agonía y Éxtasis los esclavos gemelos de la Inquisición (de Hellblazer #12 de diciembre de 1988), Astaroth, Abaddon el Destructor, Morax y el enemigo demoníaco de Superman Blaze, quien, con su hermano Satanus, vino a gobernar el Infierno en la miniserie de ocho números Reign in Hell (septiembre de 2008 - abril de 2009). Hitman.

## Historial de publicaciones
Debido a la multiplicidad de impresiones y adquisiciones bajo los sellos de DC Comics, ha habido muchas versiones del gobernante del infierno así como de este mismo.
En Quality Comics en 1942, el superhéroe como Midnight se encontró con el Diablo y su esposa dominante después de su muerte prematura.
En Fawcett Comics en 1942, Ibis el Invencible se enfrentó a una entidad demoníaca que inexplicablemente se autodenominó "Satanás".
Desde DC Comics, las páginas de Showcase #60 (febrero de 1966) presentaron la primera aparición de Azmodus y Justice League of América #49 (noviembre de 1966) presentaron al demonio Abaddon, que posee a un granjero llamado Hiram Spiezel. La interpretación de DC Comics de Lucifer debutó en una secuencia de sueño en Superman's Pal Jimmy Olsen #65 de (diciembre de 1962). Lucifer fue presentado de verdad en DC Special Series #8 (1978), a.k.a The Brave and the Bold Special, que se unió a Batman (Bruce Wayne), el sargento Franklin "Frank" John Rock y Deadman representaron a Lucifer en el infierno con un consejo asesor integrado por Guy Fawkes, Benedict Arnold, Adolf Hitler, Jack el Destripador, Nerón y Barba Azul y controlando a un agente humano llamado Edward Dirkes. Jason Blood tiene una pesadilla del Infierno en The Demon # 14 (noviembre de 1973), de Jack Kirby, pero, por lo demás, el concepto está en ausencia, excepto a través de la retrocontinuidad. Etrigan el Demonio debutó en el primer número de la serie de Jack Kirby de #16 números The Demon (agosto-septiembre de 1972 -enero de 1974), pero el infierno nunca fue mencionado de manera concreta en ninguna de las historias originales de Demon hasta The Saga of the Swamp Thing (volumen 2) #25-27 (junio-agosto de 1984), en el que Alan Moore hizo el primer reclamo canónico para Etrigan siendo un habitante del infierno, refiriéndose a su promoción a un Demonio Rhyming y haciéndole hablar constantemente en rima, lo que no hizo en absoluto durante la serie de Kirby.
Muchas historias en varios títulos misteriosos de DC presentaban a "Satanás" y al menos una, en Weird Mystery Tales #4 (enero-febrero de 1973), presentaba a Lucifer, pero estas historias pueden estar o no en la continuidad principal. Satanás apareció, junto con un Etrigan angelical, en uno de los cuatro orígenes posibles del Phantom Stranger (tres de los cuales son inspirados judeocristianos, un cuarto, ciencia ficción inspirada) en Secret Origins Vol.2 #10 (enero de 1987).
Aparte de DC Special Series #8, que se ignoró en la continuidad posterior, el Infierno hizo su primera aparición en Swamp Thing Annual #2. Posteriormente aparecería en Swamp Thing (volumen 2) #49-50 (junio-julio de 1986), en el que hay una guerra en el Infierno y Etrigan está allí. El fracaso de El Espectro en su intervención en este conflicto conduce a una reducción de su poder como se describe en The Spectre #1 (1987). Mientras que el Infierno apareció en los #31 números (y un Annual) de esa serie (abril de 1987-noviembre de 1989), los lectores nunca vieron ningún desarrollo importante fuera de los personajes que fueron condenados a ir allí y el demonio ocasional atormentándolos, como en The Spectre #21. También apareció en los #31 números (y uno anual) de Blue Devil (junio de 1984-diciembre de 1986).
En The Sandman (volumen 2) #4 (abril de 1989), nos presentan a los gobernantes del infierno, un triunvirato que consiste en Lucifer, un ángel caído dibujado para parecerse a David Bowie; Beelzebub, una mosca grande y Azazel, una criatura sombría de muchos ojos (Azazel había aparecido previamente como un íncubo en la historia de Madame Xanadu que se publicó por primera vez en Canceled Cómic Cavalcade #1 (1978) y luego se publicó oficialmente en The Unexpected #190 marzo-abril de 1978). Este triunvirato (aunque con Beelzebub conocido como Belial) regresó en Secret Origins #48, presentando el origen nunca antes dicho de Stanley y su monstruo, en el que el triunvirato expulsa a un monstruo del infierno a la Tierra por ser demasiado agradable, donde es descubierto por Stanley Dover, quien lo nombra Spot. Esta versión del Infierno también apareció en los #58 números (más dos Anuales y un número #0) de The Demon Vol.3 y la miniserie de cuatro temas The Books of Magic (diciembre de 1990 - marzo de 1991), así como la miniserie de tres temas Kid Eternity (mayo-octubre de 1991) de Grant Morrison y Duncan Fegredo.
En Swamp Thing Annual #2, se decía que El infierno era un lugar al que los seres se dirigían solo porque creían que pertenecían allí. Durante el cuarto arco de historia de Sandman, Season of Mists, Lucifer decide abandonar el Infierno y obliga a todos estos seres a irse. Él cierra las puertas del Infierno detrás de él y le da la llave a Morfeo uno de los Eternos, que no lo quiere, y muchos seres divinos, como Odín, Bast y Jemmy Tembloroso, un Señor del Caos, intentan persuadirlo para que dé la clave para ellos. Odín intenta sobornar a Morfeo con la Dimensión Crepuscular del Ragnarök de Last Days of the Justice Society of América Special (1986), específicamente porque contiene el abuelo de su sucesor, Hombre Halcón I (Carter Hall) y su protegido, el Sandman I (Wesley "Wes "Bernard Dodds), pero este intento falla. Eventualmente, Morfeo le da la llave a los ángeles Remiel y Duma, quienes, después de haberles negado el reingreso a la Silver City, reinstalan el Infierno como un lugar de rehabilitación espiritual en lugar de un castigo eterno. Esta versión del infierno también se representa en la miniserie de cuatro temas Stanley and His Monster Vol.2 (febrero-mayo de 1993), Vertigo Visions: Phantom Stranger #1 (octubre de 1993), un tema único bajo la marca Vértigo por Alisa Kwitney y Guy Davis, la serie de #16 números Kid Eternity (mayo de 1993-septiembre de 1994) por Ann Nocenti y Sean Phillips, también bajo la marca Vértigo (aunque con Beelzebub tomando forma humana) y Batman #544-546 (julio-septiembre de 1997), que fue protagonizada por Etrigan.
Hellblazer bajo Garth Ennis tendría su propio Satanás y para evitar confusiones con el existente en The Sandman, esta versión se convirtió en Hellblazer #59 (noviembre de 1992) en el Primero de los Caídos: el primero en el Infierno, precediendo a Lucifer y su fallida rebelión en el cielo. El Primero y otros dos demonios gobernaron el Infierno una vez que Lucifer se había dado por vencido, con los dos demonios que se decía que apenas estaban a cargo, y en un cuarto momento en la pared, el Primero se quejó de "esos triunviratos interminables y sangrientos". John Constantine, para salvarse a sí mismo, preparó al Primero para ser sacado y el súcubo Chantinelle tomó el control, pero el Primero retomó el poder poco después. El Primero finalmente mató a los dos demonios después de que descubrió que no eran realmente dos de los Caídos después de todo y transformaron sus cuerpos muertos en un cuchillo de dos hojas que se llamó Cuchillo de los Caídos.
El Maestro Bayor fue nominalmente el gobernante del Infierno durante un breve período, pero pasó todo el tiempo balbuceando incoherentemente durante su reinado en Hitman #17.
En The Sandman Presents: Lucifer y la serie de #75 números Lucifer (junio de 2000 - agosto de 2006, que incluye un tema único llamado Lucifer: Nirvana de 2002), finalmente se coloca a un humano a cargo del Infierno mientras el personaje del título deambula por la Tierra y posee un piano bar como se muestra en el noveno arco de historia de Sandman, The Kindly Ones, en Vertigo Jam #1 (agosto de 1993) y The Sandman Vol.2) #57-69 (febrero de 1994 a julio de 1995).
La miniserie de #6 números Human Defense Corps (julio-diciembre de 2003) detalló la designación militar de los EE. UU. Para entidades demoníacas como "Especies hostile NHH-014". El Cuerpo de Defensa Humana pudo derrotar a un menor de los Condenados llamado Scarmaglione, luego el Sargento Montgomery Kelly del Cuerpo asumió sus poderes y reclamó su clan y su asiento para los Estados Unidos de América. Su condición de gobernante menor fue confirmada por Nerón, cuyo título era, en ese momento, el Primer Sentado de todo el Dominio Infernal.
Superman se convirtió brevemente en Señor del infierno en Superman #666 (octubre de 2007).
La miniserie de ocho números Reign in Hell, creada por Keith Giffen y Tom Derenick, presentó un nuevo statu quo para la versión de Infierno de DC Comics; también le dio a los lectores referencias geográficas específicas de la región y definió un código de reglas que gobernaba a los condenados. Dos años después de Reign in Hell, DC decidió eliminar todos los personajes de DC Universe de la huella de Vertigo, aunque Vertigo tendría su propia versión de John Constantine por un tiempo.

## Descripción
En el Universo DC, el infierno es un plano alternativo de la realidad, tradicionalmente accesible solo por aquellos de herencia demoníaca, seres de un orden superior y aquellos cuyas almas han sido excluidas de entrar a la Ciudad de Plata. El infierno de DC Comics es un reflejo degradado de la Tierra, así que a medida que la Tierra se hizo más tecnológica o socialmente avanzada también lo hizo el infierno, debido a un efecto similar a la dilatación del tiempo: "un día en el infierno equivale a un minuto de paso en la Tierra". Todos los habitantes de la versión de infierno de DC Comics son capaces de usar alguna forma de maleficio; los usuarios de magia infernal más poderosos son la nobleza gobernante del infierno y sus ejecutores los Necromagos, forjas, gremio de exégesis, procesadores, aulladores, incendiarios y demonios rimados. Cada edificio, mueble, arma, pieza de armadura, prenda de vestir, porción de comida, etc. en el infierno está hecho de los cuerpos de los condenados. Los condenados son sometidos a un proceso llamado representación por el gremio exégesis y sus sirvientes los procesadores para fabricar las materias primas del infierno.

## Historia ficticia
Durante la historia de crossover de The Final Night, el Demonio de las rimas conocido como Etrigan se ofreció a traer a toda la gente viva de la Tierra al infierno para que pudieran mantenerse calientes a cambio de sus almas; la gente lo rechazó, principalmente porque su plan era cambiar la Tierra al infierno. Durante la historia cruzada del Día del Juicio, un rey-ángel renegado llamado Asmodel, con la ayuda de Etrigan (que intentaba causar el caos en la Tierra y vencer a su enemigo Neron), tomó el control de la Fuerza del Espectro utilizando las cenizas de un ángel plumas de alas y buscaba destruir tanto el Cielo como el infierno. Usó los poderes del Espectro para extinguir la fuente del fuego del infierno, causando que el infierno se congelara. Un equipo de héroes como Superman, Zatanna Zatara, Sebastian Fausto, Firestorm (Ronald "Ronnie" Raymond), el Átomo II (Raymond "Ray" Palmer), la Encantadora y Deadman fueron enviados a las profundidades del infierno para encender la fuente de fuego infernal. La reignición requería un acto de verdadero mal, por lo que Sebastian Fausto tomó el asunto en sus propias manos y cortó la garganta de Encantadora, condenándose a sí mismo y satisfaciendo así las condiciones infernales. La historia termina con una batalla a tres bandas entre Neron, Asmodel y el entonces fallecido Hal Jordan por el control sobre la fuerza del Espectro (que finalmente elige a Hal Jordan, convirtiéndose así en el anfitrión del Espectro por un tiempo).

### Reinar en el infierno
Durante los eventos de la miniserie Reign in Hell, el infierno se ve envuelto en un conflicto masivo cuando Neron y sus generales se enfrentan a una rebelión dirigida por Blaze y Satanus, los gobernantes del Purgatorio. Neron pronto descubrió que los demonios rebeldes estaban ofreciendo a los malditos esperanza y la redención, lo que nunca había sucedido antes, y que esto era un poderoso estímulo. Al darse cuenta de lo que sucedería si los malditos alguna vez se alzaran contra él, Neron tiene a su consorte Lilith, la "madre de todos los demonios de la tierra", que convoca a todos los vampiros, hombres lobo, ghouls y seres infernalmente poderosos al infierno.
Este malestar en los reinos infernales atrae la atención de los superhéroes mágicos de la Tierra, quienes están preocupados por el resultado y las posibles repercusiones de la guerra. Muchos de ellos descienden al infierno y toman partido en el conflicto, incluidos Giovanni "John" Zatara, Zatanna Zatara, Jason Blood, Randu Singh, el Doctor Fate V (Kent V. Nelson), el Ragman III (Rory Regan), el Creeper II (Jack Ryder), Detective Chimp, Andrew Bennett, Acheron, Zauriel, la Encantadora, Deadman, el Phantom Stranger, Sargón el hechicero II (David John Sargent), Ibis el Invencible II (Daniel "Danny" Kasim Khalifa), el Nightmaster, Nightshade II (Eve Eden), Midnight Rider, The Warlock's Daughter, Black Alice, Blue Devil, Kid Devil y Linda Danvers. En la historia de la miniserie, Doctor Occult, ayudado por el Yellow Peri, también desciende al infierno, pero por separado de los demás y con un motivo oculto: liberar el alma de su amada, Rose Psychic, de la condenación.
Lobo, quien está confinado al Laberinto, la prisión del infierno, es liberado como resultado de la batalla titánica entre Etrigan y Blue Devil, una batalla que resulta en la muerte temporal de Etrigan a manos de Devil. Lobo luego desgarra el alma de Zatara (el padre de Zatanna), lo que obliga a Zatanna a destruir su alma en lugar de condenarlo a una eternidad de dolor y tormento (más tarde, en la miniserie de #16 números Zatanna Vol.2 de julio de 2010 - octubre de 2011), se ha demostrado que Zatara fue salvado de la destrucción por un demonio que le debe un favor).
Finalmente, Satanus revela que utilizó la guerra como cobertura para difundir una versión viral modificada de DMN, la droga anagógica que transforma a los humanos en monstruos y que había usado una vez antes para desestabilizar a Metrópolis y confundir a Superman. Esta versión de DMN está en el aire y cuando se combina con la palabra mágica "Shazam" transforma a Neron y todos los demonios del infierno en humanos desalmados, todos menos Lilith, que no era un verdadero demonio. También causa que todas las entidades demoníacas que Neron había consumido durante milenios sean despojadas de él. Satanus luego decapita a Neron y toma el mando del infierno. Los condenados entonces dirigen su furia contra los demonios ahora humanos e impotentes, asesinándolos al por mayor y condenándose de nuevo.
Blaze más tarde se aprovecha de la momentánea debilidad de su hermano durante un momento cuando permite que Black Alicia lo toque y muestre sus poderes; esta acción rompe la psique de Alicia y le permite a Blaze drenar el poder de Satanus y tomar el trono del infierno para ella.. Cerca del final de la miniserie, el Doctor Occult revela que el Principio del infierno no expresado es 'Puedes irte cuando quieras', reiterando lo que se dijo sobre el infierno en la versión de Neil Gaiman. Sin embargo, se sabe que la miniserie tiene muchos errores de continuidad interna que hacen que su lugar en el canon de Universo DC sea cuestionable.

## Geografía
En la miniserie Reign in Hell, el Dominio infernal se divide en nueve Provincias, cada una de las cuales tiene sus propios gobernantes. Todos los gobernantes de las Provincias se inclinaron ante Nerón, luego con Satanás cuando tomó el trono y luego con Blaze cuando ella hizo lo mismo. Las Nueve Provincias incluyeron Pandemonia, el Odium, la Gaviota, Praetori, Internecia, Ament, el Laberinto, Err y el Purgatorio (abajo ver las descripciones de las Nueve Provincias del Dominio Infernal como se representa en la miniserie).
- Pandemonia - La Primera Provincia, hogar de los demonios de casta alta del infierno y la ubicación del trono del infierno, el asiento del Dominus o Domina.
- El Odium - La Segunda Provincia, el centro industrial y de fabricación. Inicio de las fábricas de renderizado, el gremio Exegesis y los procesadores.
- La Gaviota - La Tercera Provincia, el centro mercantil y comercial.
- Praetori - La Cuarta Provincia, los ministerios administrativos y gubernamentales.
- Internecia - La Quinta Provincia, los ministerios militares y de aplicación.
- Ament - La Sexta Provincia, el ministerio de propaganda cultural.
- El Laberinto - La Séptima Provincia, el ministerio de detención judicial y la única prisión del infierno.
- Err - La Octava Provincia, el ministerio de supresión teológica.
- Purgatorio - La Novena Provincia, el lugar de la condenación secundaria; anteriormente fue gobernado por Blaze y Satanus. Cualquiera puede abandonar el Purgatorio y entrar en el infierno, pero nunca pueden abandonar el infierno una vez que han llegado allí.
- El Orillo - es el éter infernal, un desperdicio dimensional que separa y rodea las Provincias; todo paso entre las Provincias debe pasar a través de este. La misma naturaleza del Orillo es tal que rechaza la magia.
- Masak Mavdil - El pozo de los fracasos rechazados donde los demonios exilian a los de su propia especie y que está custodiado por el demonio Abaddon.

## Anfitriones infernales
De acuerdo con la miniserie Reign in Hell, Blaze, la hermana de Satanus, es el gobernante actual del infierno; ella sucedió a su hermano, quien a su vez sucedió a Neron. El infierno DC Comics de corriente dominante siempre tiene una única regla conocida como el "Primer Sentado de todo el Dominio Infernal" y tiene el título de Dominus (masculino) o Domina (femenino); el primero de esos Dominus fue Neron, el actual Domina es Blaze, hermana de Satanus e hija del mago Shazam y una demonio sin nombre.
Las primeras reglas sentadas por su "voluntad infernal y su camino"; se les dirige como el "Señor" ( en cuyo caso "Señora") de las Huestes del infierno, el Primer Sentado de Todo el Dominio Infernal.

### El primer sentado de todo el dominio infernal
- Blaze - El ex cogobernante del Purgatorio, el actual Domina, el Primer Sentado de todo el Dominio Infernal, la hija medio demonio del mago Shazam y una demonio sin nombre.
- Satanus: el antiguo cogobernante del Purgatorio, el antiguo Dominus, el Primer Sentado de todo el Dominio Infernal, el hijo mitad-demonio del mago Shazam y un demonio sin nombre.
- Neron - Neron es conocido como el Rey del Odio y el Señor de las Mentiras. Él misteriosamente regresó de la oscuridad hace varios años y pronto se estableció como el gobernante del infierno. Él es el antiguo Dominus, el Primer Sentado de todo el Dominio Infernal.[35]

### Demonios jurados
- Abaddon el Destructor - El guardián y el oráculo de Masak Mavdil, el círculo más bajo del infierno.[36]

- Asmodel - Asmodel es un Rey Ángel renegado y el exlíder de Bull-Host, una orden élite de ángeles con la tarea de proteger a la Ciudad de Plata. Asmodel sirvió como el Supervisor del Dominio de Neron, a cargo de los ejércitos del Dominio Infernal.[37]

- Belial - El padre de Lord Scapegoat, Etrigan y Merlín. Belial sirvió como archienemigo de seguridad interna de Neron; sus espías vigilaban demonios y malditos por igual.[38]

- Lilith la madre de los monstruos - la madre de todos los monstruos terrestres y la primera esposa del progenitor humano Adán de la mitología judeocristiana. Ella tiene dominio sobre cualquier humano facultado por energías infernales, así como los incubos, súcubos, lilim, vampiros, hombres lobo y demonios.

- Myrddin - Myrddin es la versión moderna de la versión de Merlín de DC Comics presentada en los maxiseries de 12 temas The Trials of Shazam. (octubre de 2006 a mayo de 2008). Él es el hijo de Belial y una mujer sin nombre y el hermanastro más joven de los demonios Lord Scapegoat y Etrigan.[39]

- Mordecai Smyt - Un genio táctico de las Cruzadas que sirvió como uno de los generales de Satanus.[40]

- Nebiros - el gobernante de una provincia infernal sin nombre y enemigo de Blue Devil.[41]

- Príncipe Ra-Man - un poderoso mago que sirvió como secretario de estado de Satanus.[27]

- Rann Va Dath of the Pit - La Reina Serpiente, exesposa de Belial y madre de Etrigan.

- Shamma - Un cambia formas protoplasmático que sirvió como jefe de inteligencia de Satanus.[40]

- Lo que no puede morir - residente de una prisión llamada "Región más allá", que puede ser una sección del Laberinto.

- Trigon - Trigon es un demonio y el gobernante de una Provincia Infernal sin nombre.[42]

### Demonios
- Los abortivos - los abortivos son la casta más baja de demonios; criaturas nacidas en el infierno sin un lenguaje o la habilidad de viajar. Solo pueden escapar del infierno habitando un "hueco", el término demoníaco para un humano sin alma.

- El Arkannone - Los señores de los disparos.[43]

- Asmodeo - un duque menor del infierno que se cree que es el hijo de un demonio llamado Naamah y el Forastero Espectro.[44]

- Azmodus - un enemigo del Espectro creado por la unión de Caraka (el primer anfitrión del Espectro) y el espíritu demoníaco Sekuba.[45]

- Baphomet - Un demonio del siglo sexto que se enfrentó a Arak, Hijo del Trueno.[46]

- Bathopet, Maw y Atopeh - Un trío de demonios que fueron ofrecidos a Madame Xanadu, junto con el poder de comandarlos y controlarlos, por Neron durante el evento crossover Underworld Unleashed a cambio de su alma cuando ella murió. Xanadu aceptó la oferta para engañar a Neron porque era inmortal. Sin embargo, en un giro cruel, Neron solo hizo el trato con ella solo para probar que podía tentar a aquellos con 'almas grises' así como a aquellos que eran malvados.[47]

- Nergal negro el demonio conocido como Nergal negro luchó contra el Doctor Fate I (Kent Nelson) en More Fun Comics #67 (mayo de 1941).[48]

- Bloodklott el Príncipe de la viruela - Un Demonio rimador que es terrible a la hora de rimar y, a veces, un aliado de Etrigan.

- Etrigan el Demonio - El hijo más joven de Belial y un prominente Demonio rimador que una vez hizo una apuesta fallida por el trono del Infierno.[49]

- El gremio Exegesis - El gremio de exegesis controla la fabricación en el Odium; sus sirvientes son los Renderers, máquinas capaces de transmutar almas condenadas en materiales de construcción que son arquitectos del Infierno, utilizando el ladrillo y el mortero rendido en sus proyectos.[25]

- Forges - los Forges son construcciones robóticas construidas por el gremio exegesis; tienen la tarea de anotar anomalías del infierno.[25]

- Grockk el Hijo del Diablo - debido a su apariencia facial única, Grockk parece estar relacionado con Etrigan. Un supervillano de Dial H for Hero.[50][51][52]

- Los Aulladores - Los Aulladores son uno de los Anfitriones Infernales; se los describe como licántropos, por lo que parecen ser hombres lobo infernales.[25] También se los ha mencionado en Merlín's Eternity Book y se sabe que trabajan para Morgaine le Fey.

- Los incendiarios - los incendiarios son construcciones de fuego del infierno que usan los ejércitos de Satanus.[25]

- Lord Scapegoat - El hermano mayor de Etrigan y su a veces aliado.[53]

- Morax - La Bestia Toro de Estigia y, a veces, un aliado de Etrigan.[54]

- Los Necro-magos - una de las huéspedes infernales, los Necro-magos, mientras estaban bajo Nerón, tenían la tarea de controlar toda la actividad mágica en el infierno.[25]

- Rhavenj - Rhavenj es un demonio de venganza de piel púrpura similar a un minotauro de Action Comics # 569 (julio de 1985).[55]

- Los Demonios Rhyming - uno de los Anfitriones Infernales, los Demonios Rhyming (como Etrigan) se ven obligados a rimar todas las conversaciones habladas.

- Los Scabbies - de acuerdo con Yellow Peri, los Scabbies son antiguos ángeles que fueron capturados y torturados por demonios, convirtiéndose ellos mismos en demonios en el proceso. Parece que también se han convertido en caníbales, se alimentan de demonios y malditos por igual.

- Shathan el Eterno - Shathan es un demonio gigante que gobernó Dis y luchó contra el Espectro en el Showcase #61 (marzo-abril de 1966).[56]

- Xolotl - Xolotl es el guardián demonio de la 'Puerta de Mictlan' y el sirviente de Lord Mictlantecuhtli, el dios de la muerte azteca.[57]

### Condenados resaltantes
- Baal - Un dios semita de fertilidad y tormenta confinado a un templo escondido en un rincón anónimo del Infierno.[58][59]

- Buzz - Buzz nació Gaius Marcus, un patricio romano del 41 A.D.; él era un enemigo frecuente del ángel caído Linda Danvers.[60]

- Chthon - uno de los hijos monstruosos de Echidna y el guardián de los "Pilares de la sinrazón".[61]

- Daemon - Un íncubo que asaltó a Supergirl.[62]

- Los tres demonios - Abnegazar, Rath y Ghast son tres proto-demonios que son anteriores a la humanidad aunque son hijos de Lilith.[63]

- Echidna - La madre de los monstruos en la mitología griega, a quien Power Girl promete regresar una vez al año para recibir instrucción.[64]

- Lobo - Un exprisionero en el Laberinto, Lobo ahora sirve al Primer Sentado de todo el Dominio Infernal.[65]

- Mawzir - El asesino nazi del Infierno, armado con diez brazos y armado con una pistola.[66]

### Condenados menores
- Barbariccia - una guardia astral demoníaca.[20]

- Calcabrina - un demonio del clan de Scarmaglione que fue capturado por el Cuerpo de Defensa Humana.[67]

- El maestro Baytor - El antiguo Señor de lo Criminalmente loco en el infierno y a veces un aliado de Etrigan que más tarde escapó del infierno y se convirtió en camarero en el Bar de Noonan en el Caldero, una sección de Gotham City.[68][69]

- Scarmaglione - un señor demonio menor de la miniserie de seis asuntos del Cuerpo de Defensa Humano.[70]

- Sargento Montgomery Kelly - Un miembro del Cuerpo de Defensa Humana; mató al señor demonio menor Scarmaglione y tomó su lugar como gobernante de su clan.[21]

- Spot o La Bestia sin nombre - También conocido como el Monstruo de Stanley, fue desterrado del infierno a la Tierra por ser demasiado amable y se hizo amigo de un humano llamado Stanley Dover.[71][72] El infierno ha intentado muchas veces reclamar este demonio sin cualquier éxito.[73]

### Medio demonios destacados
- Black Alice - una mujer joven cuyos poderes infernales le permiten robar energía mágica.

- Blue Devil - un ex doble de cine convertido en superhéroe.

- Creeper - Un superhéroe que es un humano llamado Jack Ryder que de alguna manera se ha unido a un demonio.[25]

- Félix Fausto - un gran hechicero con conexiones infernales.

- Linda Danvers - un ángel caído convocado al infierno por Lilith.

- Lord Satanis  un hechicero sin nombre del futuro lejano que vendió su alma a Neron a cambio de poder mientras vivía en el siglo XIV en Gran Bretaña.[74]

- Raven - La hija del demonio Trigon y una mujer llamada Arella.

- Sabbac - Un humano maldito capaz de tomar el poder demoníaco mediante el uso de la palabra mágica 'Sabbac'.

- Sebastian Fausto - El hijo de Félix Fausto, que también es un hechicero y condenado como su padre, pero es un superhéroe (mientras que su padre es un supervillano).

- El mago blanco - un poderoso hechicero humano que puede invocar un aspecto demoníaco de sí mismo después de vender su alma a uno de los secuaces del infierno.[75]

- Witchfire - Una hechicera homunculus.

## Artefactos infernales
- El Ace de Winchesters - una poderoso arma forjada por demonios capaz de matar a cualquier ser mortal o inmortal.[76]

- La Corona de Cuernos un poderoso artefacto mágico supuestamente usado por algunos de los gobernantes del infierno.[77]

- El Tridente de Lucifer - una arma poderosa con la capacidad de devolver demonios exiliados al Infierno; actualmente en posesión de Blue Devil.[78]

## Otras versiones
Según la miniserie de seos número Artemis Requiem (junio-noviembre de 1996) de William Messner-Loebs y Ed Benes y la segunda historia en Wonder Woman Annual Vol.2 #6 (1997) de Joan Weis y Ed Benes (que no tienen lugar en el canon convencional del Universo DC) hay trece tronos principescos en el infierno, cada uno seleccionado para supervisar trece reinos diferentes de él. Entonces se supone que estos príncipes demoníacos finalmente responden a la cabeza coronada del Infierno. La diablesa Belyllioth es la princesa de la decimotercera parte de los reinos del infierno en estas historias. Supuestamente reemplazó al gobernante anterior Dalkriig-Hath una vez que fue destruido por su novia Artemis de Bana-Mighdall. Artemis era, por derecho, la siguiente en la fila para gobernar el reino de su exmarido, pero en su lugar hizo que los otros doce Príncipes del infierno le concedieran a Belyllioth su estación en su lugar. Notables en esta representación fueron los Mirmidones, una raza de demonios de hormigas salvajes que fueron fieles a Belyllioth.

## Vertigo

### Descripción
La huella de Vertigo de DC Comics también tiene su propia versión del infierno, con su propia soberanía infernal muy específica anteriormente gobernada por Lucifer Samael Morningstar.

### Historia ficticia
Contrariamente a la creencia popular, el término Satanás representa un título dentro de las legiones del infierno y no es un nombre. El más conocido de Satanás es Lucifer Samael Morningstar cuya regla suplantó la del Primero de los Caídos y el Primer Triunvirato. Lucifer fue el cuarto ángel caído y no el primer gobernante del infierno, aunque más tarde se convirtió en el gobernante supremo del infierno durante muchos siglos. Cuando la Gran Bestia del Mal amenazó con toda la existencia, estalló una guerra civil en el infierno y la regencia se dividió en el Segundo Triunvirato. Finalmente, Lucifer se aburrió con su posición y se retiró a la Tierra con su amante, los Lilim conocida como Mazikeen.

### Geografía
Los reinos del infierno de Vértigo no son tan definidos como los del universo dominante de DC después de la miniserie Reign in Hell, pero se han mencionado áreas específicas en varias historias.
- Dis - una ciudad infernal, hogar del palacio de Lucifer Morningstar.[81]
- Effrul - la provincia natal de Arux, un archiduque del infierno.[82]
- Mashkan-Shapir - una ciudad infernal anteriormente gobernado por Nergal, un Archiduque del Infierno.[83]

### Soberanía
La jerarquía del infierno de Vértigo ha cambiado varias veces a lo largo de los siglos, cuyo líder siempre ha asumido el título de Satanás. Finalmente, Lucifer abandona el infierno, fuerza a cada ser dentro de él, cierra sus puertas detrás de él y le da su llave al Sueño de lo infinito, quien finalmente se lo da a dos ángeles, Remiel y Duma, quienes luego transforman el infierno en un lugar de rehabilitación espiritual en lugar de castigo eterno. Mientras tanto, Lucifer fue mostrado como gobernante del infierno en la serie del Universo de DC The Demon (volumen 3) y The Spectre (volumen 2) y la miniserie Stanley and His Monster (volumen 2).

### Los Triunviratos del Infierno

#### El Primer Triunvirato
- El Primero de los Caídos: El primer creado y el primero en ser desterrado al infierno.[84]
- El Segundo de los Caídos: El segundo creado y el segundo en ser desterrado al infierno. Asesinado por el Primero de los Caídos después de que el Primero descubriera que el Segundo no era realmente uno de los Caídos después de todo, sino que era simplemente un demonio.[85]
- El Tercer de los Caídos: El tercer creado y el tercero en ser desterrado al infierno. Asesinado por el Primero de los Caídos por la misma razón que el Segundo fue asesinado.[85]

#### El Segundo Triunvirato
- Lucifer Samael Morningstar: El cuarto creado y el cuarto en ser desterrado al infierno.[86]
- Azazel, la Abominación: Un ex-djinn que ascendió al Triunvirato de Lucifer.[81]
- Beelzebub, el Señor de las Moscas: Un prominente archiduque que más tarde fue promovido a Triunvirato, junto con Lucifer y Azazel.[81]

### Demonios menores

#### Archiduques del infierno
- Adramalech - un aliado de Tim Hunter.[87]
- Arux - El gobernante de la Provincia de Effrul y el padre de Brosag y Lady Lys, el último de los cuales lo sucede.[88]
- Mazikeen - La amante Lilim de Lucifer.[89][90]
- Nergal - el antiguo gobernante de la Ciudad del infierno de Mashkan-Shapir y el Archiduque de la Mendacidad; fue degradado de su gobierno por el Primero de los Caídos.[48][91]

#### Duques del infierno
- Agares - Un duque del infierno menor y un posible servidor futuro de Tim Hunter.[87]

#### Menores jefes
- Braid el asesino - Braid fue enviado por Remiel y Arux para matar a Lucifer.[92]
- Cerbero el sabueso - El perro guardián de tres cabezas de las puertas del infierno.
- Caronte - El barquero del río Styx; él transporta las almas de los muertos a través de este río a las puertas del infierno.
- Moiras - personificaciones del destino, controlan la vida y la muerte de los mortales e inmortales.

#### Medios demonios notables
- John Constantine de Hellblazer - Un exorcista diletante, estafador, ladrón y mago menor.[93]

### Artefactos infernales
El Cuchillo de los Caídos - Un cuchillo de dos hojas creado por el Primero de los Caídos de los cuerpos muertos del Segundo de los Caídos y el Tercero de los Caídos.

## En otros medios

### Televisión
El Infierno existe en el Arrowverso de The CW. Se mencionó por primera vez en la temporada 4 de Arrow, donde Oliver Queen declaró que no podía pedir la ayuda de John Constantine, porque estaba literalmente en el infierno. Luego, el infierno se representó en la temporada 4 de Legends of Tomorrow, donde Constantine y Nora Darhk viajaron allí para rescatar el alma de Ray Palmer. La versión de Arrowverso del Triunvirato del Infierno estaba compuesta por los demonios Beelzebub, Belial y Satán, quienes estaban involucrados en una lucha de poder contra otro demonio, Neron.

### Película
El Infierno existe en la película de DC Extended Universe Black Adam (2022). El lugar estaba compuesto por los demonios Satanás, Aym, Belial, Beelzebub, Asmodeus y Crateris en la Roca de la Finalidad para tener al espíritu de Ishmael Gregor como su campeón y donde recibe el poder de los seis demonios para convertirlo en el demonio Sabbac para tomar el trono de Kahndaq en desatar el Infierno a la Tierra.